# Odo I van Penthièvre
Odo I van Penthièvre (circa 999 - Cesson-Sévigné, 7 januari 1079) was van 1035 tot aan zijn dood graaf van Penthièvre. Hij behoorde tot het huis Rennes.

## Levensloop
Odo was de derde zoon van hertog Godfried I van Bretagne uit diens huwelijk met Havise, dochter van hertog Richard I van Normandië. Na de dood van zijn vader in 1008 werd zijn oudere broer Alan III hertog van Bretagne.
In 1035 ontstond er een conflict tussen Odo en Alan. Na bemiddeling van hun oom Judicaël, de bisschop van Vannes, kreeg Odo de bisdommen Saint-Brieuc, Saint-Malo, Tréguier en Dol-de-Bretagne toegewezen, evenals de graafschappen en baronieën Penthièvre, Goëlo, Avaugour en Lamballe. Odo koos Lamballe als zijn hoofdstad en begon er in eigen naam munten te slaan. 
Na het overlijden van zijn broer Alan III werd hij in 1040 regent van het hertogdom Bretagne, in naam van zijn minderjarige neef Conan II. Toen Conan rond 1054 meerderjarig werd, weigerde Odo echter om de macht af te geven. Tegen 1056 had Conan de bovenhand in Bretagne en een jaar later werd Odo gevangengenomen door zijn neef, waarna hij in de kerker werd geworpen. Odo's oudste zoon Godfried I zette vervolgens de strijd tegen Conan verder. In 1062 sloten Conan en Godfried vrede. Hierdoor moest de nu vrijgelaten Odo de strijd alleen aangaan.
In 1064 nodigde Odo's vazal Rivallon I van Dol de Normandische hertog Willem de Veroveraar uit om hem te vervoegen tegen Conan. Dit was de aanleiding voor de Bretons-Normandische Oorlog van 1064-1065, die uitdraaide op een Normandische overwinning. In dezelfde periode voorzag, trainde en rustte hij 5.000 Bretonse soldaten uit voor het leger van Willem de Veroveraar dat Engeland moest veroveren. 4.000 daarvan waren professionele soldaten, bestaande uit lichte en zware cavalerie, boogschutters en kruisboogschutter. De overige duizend waren dienstplichtigen die getraind werden als speerwerpers. Odo bracht zijn troepen onder op honderd schepen onder het commando van zijn zonen Alan Rufus en Brian. De schepen zeilden naar Barfleur om de Normandische troepen te vervoegen, waarna de verzamelde troepen naar het hoofdkwartier van Willem de Veroveraar in Saint-Valery-sur-Somme voeren om vervolgens het Kanaal over te steken.
In 1075-1076 was de bejaarde Odo nog betrokken bij de mislukte opstand tegen hertog Hoël II van Bretagne, onder leiding van Ralph de Gael en Godfried Grenonat van Rennes. Hoël II werd gesteund door Willem de Veroveraar, waardoor Willem en Odo korte tijd lijnrecht tegenover elkaar kwamen te staan. In 1076 kwam een einde aan deze situatie toen Hoël, tegen de zin van Willem, vrede sloot met de rebellen.
Odo I van Penthièvre overleed in januari 1079, op ongeveer 80-jarige leeftijd. Hij werd bijgezet in de Kathedraal van Saint-Brieuc.

## Huwelijk en nakomelingen
Odo huwde met Agnes van Cornouaille, dochter van Alan Canhiart, graaf van Cornouaille. Uit hun huwelijk zijn tien kinderen bekend:
- Adelheid (1035-1056/1057)
- Godfried I (overleden in 1093), graaf van Penthièvre
- Brian (overleden in 1084), graaf van Cornwall
- Alan Rufus (1040-1093), heer van Richmond
- Alan de Zwarte (overleden tussen 1094 en 1098), heer van Richmond
- Stefanus I (1058/1062-1136), graaf van Penthièvre en heer van Richmond
- Robert (overleden na 1083), priester in Yorkshire
- Richard, kanunnik in Bayeux
- Willem, werkte in dienst van de keizer van het Heilige Roomse Rijk
- een naamloze dochter, huwde met Enisandus Musardus van Pleveno, heer van Cheveley

Daarnaast had hij nog een aantal buitenechtelijke kinderen:
- Ribald, heer van Middleham
- Bardolf, heer van Ravensworth
- Bodin, heer van Bedale en broer van Bardolf
- Derrien, heer van La Roche-Derrien